# إيجند
إيجند هي بلدة في مقاطعة نوبهار في ولاية نواوي في أوزبكستان.